# Cúp bóng đá châu Á 2011
Cúp bóng đá châu Á 2011 là Cúp bóng đá châu Á lần thứ 15, được Qatar đăng cai vào tháng 1 năm 2011. Đây là lần thứ hai Qatar là chủ nhà Cúp bóng đá châu Á, sau lần đầu tiên năm 1988. Nhật Bản đã giành chức vô địch bóng đá châu Á lần thứ 4 trong lịch sử sau khi đánh bại Úc 1–0 trong trận chung kết kéo dài 120 phút.

## Cuộc đua giành quyền đăng cai
Những nước ứng cử xin đăng cai Cúp bóng đá châu Á 2011 gồm: Qatar, Ấn Độ và Iran. Qatar chính thức nộp hồ sơ xin ứng cử cho chức chủ nhà vào ngày 19 tháng 7 năm 2007. Tuy nhiên, do Ấn Độ rút lui và Iran nộp đơn muộn nên Qatar trở thành ứng cử viên chủ nhà duy nhất. Ngoài ra, Úc sau đó cũng xin ứng cử nhưng đã quá hạn nộp đơn. Liên đoàn bóng đá châu Á công bố chọn Qatar làm quốc gia đăng cai giải đấu vào ngày 29 tháng 7 năm 2007 trong khi trận chung kết Cúp bóng đá châu Á 2007 đang diễn ra. Vì vùng Tây Á rất nóng vào mùa hè nên giải sẽ được tổ chức vào tháng 1 năm 2011. AFC cũng thông báo quyền đăng cai Cúp bóng đá châu Á 2015 đã trao cho quốc gia châu Đại dương là Úc.

## Biểu trưng
Ngày 11 tháng 3 năm 2009, AFC đã công bố biểu trưng chính thức của Asian Cup 2011. Biểu trưng là sự kết hợp hài hòa giữa tinh thần bóng đá châu Á với những biểu tượng của đất nước Qatar. Hình ảnh chú linh dương sừng dài trong biểu trưng tượng trưng cho tinh thần thi đấu mạnh mẽ của thể thao. Tất cả những yếu tố đó kết hợp với nhau thể hiện sự hài hòa, cân bằng và sức mạnh. Đó là những phẩm chất cần thiết để đi đến thành công. 

## Sân vận động
Ngày 14 tháng 7 năm 2009, AFC công bố năm sân vận động được sử dụng trong vòng chung kết Asian Cup 2011 là:
| Doha                          | Al Rayyan                  | Doha                          |
| ----------------------------- | -------------------------- | ----------------------------- |
| Sân vận động Quốc tế Khalifa  | Sân vận động Ahmed bin Ali | Sân vận động Thani bin Jassim |
| Sức chứa: 40.000              | Sức chứa: 21.282           | Sức chứa: 21.175              |
|                               |                            |                               |
| Doha                          | DohaAl Rayyan              | Doha                          |
| Sân vận động Suheim bin Hamad | DohaAl Rayyan              | Sân vận động Jassim bin Hamad |
| Sức chứa: 12.000              | DohaAl Rayyan              | Sức chứa: 12.946              |
|                               | DohaAl Rayyan              |                               |

## Vòng loại

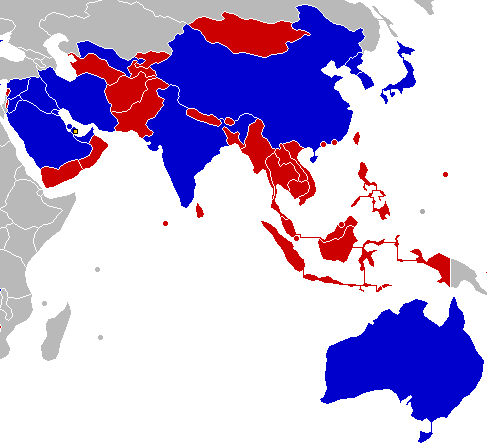
Các đội vượt qua vòng loại
Các đội tham dự vòng chung kết
Các đội bị loại

Vòng loại Cúp diễn ra theo thể thức mới của Liên đoàn bóng đá châu Á (AFC), giữa 25 đội bóng mạnh nhất của châu lục nhằm xác định 10 suất giành quyền tham dự vòng chung kết Asian Cup 2011 được tổ chức tại Qatar.
Trong số 25 đội bóng này, đội chủ nhà Qatar, với ba đội giành huy chương tại Asian Cup 2007 là Iraq, Ả Rập Saudi và Hàn Quốc, cùng nhà vô địch Cúp Challenge AFC 2008 Ấn Độ đã chính thức đoạt vé đi dự vòng chung kết mà không cần qua vòng loại.
20 đội bóng còn lại được chia làm 5 bảng đấu, thi đấu 2 trận lượt đi-lượt về theo thể thức sân nhà-sân khách, chọn lấy hai đội đứng đầu mỗi bảng giành quyền tới Qatar. Đội bóng còn lại sẽ tham dự vòng chung kết giải đấu được tổ chức tại quốc gia vùng Vịnh này là đội vô địch Cúp Challenge AFC 2010, nếu Ấn Độ bảo vệ thành công danh hiệu của mình tại giải đấu thì đội á quân sẽ giành chiếc vé cuối cùng để tới Qatar này.

### Các đội tham dự vòng chung kết
| Đội tuyển         | Tư cách lọt vào         | Các lần tham dự trước                                                 |
| ----------------- | ----------------------- | --------------------------------------------------------------------- |
| Qatar             | Chủ nhà                 | 7 (1980, 1984, 1988, 1992, 2000, 2004, 2007)                          |
| Iraq              | Cúp bóng đá châu Á 2007 | 6 (1972, 1976, 1996, 2000, 2004, 2007)                                |
| Ả Rập Xê Út       | Cúp bóng đá châu Á 2007 | 7 (1984, 1988, 1992, 1996, 2000, 2004, 2007)                          |
| Hàn Quốc          | Cúp bóng đá châu Á 2007 | 11 (1956, 1960, 1964, 1972, 1980, 1984, 1988, 1996, 2000, 2004, 2007) |
| Ấn Độ             | Cúp Challenge AFC 2008  | 2 (1964, 1984)                                                        |
| Uzbekistan        | Nhì Bảng C              | 4 (1996, 2000, 2004, 2007)                                            |
| Syria             | Nhất Bảng D             | 4 (1980, 1984, 1988, 1996)                                            |
| Iran              | Nhất Bảng E             | 11 (1968, 1972, 1976, 1980, 1984, 1988, 1992, 1996, 2000, 2004, 2007) |
| Trung Quốc        | Nhì Bảng D              | 9 (1976, 1980, 1984, 1988, 1992, 1996, 2000, 2004, 2007)              |
| Nhật Bản          | Nhất Bảng A             | 6 (1988, 1992, 1996, 2000, 2004, 2007)                                |
| Bahrain           | Nhì Bảng A              | 3 (1988, 2004, 2007)                                                  |
| UAE               | Nhất Bảng C             | 7 (1980, 1984, 1988, 1992, 1996, 2004, 2007)                          |
| CHDCND Triều Tiên | Cúp Challenge AFC 2010  | 2 (1980, 1992)                                                        |
| Úc                | Nhất Bảng B             | 1 (2007)                                                              |
| Kuwait            | Nhì Bảng B              | 8 (1972, 1976, 1980, 1984, 1988, 1996, 2000, 2004)                    |
| Jordan            | Nhì Bảng E              | 1 (2004)                                                              |

Năm in đậm là năm mà đội giành chức vô địch.

## Xếp hạng hạt giống vòng loại
Ngày 06 tháng 12 năm 2007, Liên đoàn bóng đá châu Á đã công bố xếp hạng hạt giống cho vòng loại Asian Cup 2011:
| 3 đội mạnh nhất Asian Cup 2007     | Các đội khác                                        | Các đội khác                                             | Các đội khác                                        | Các đội khác                                                  |
| ---------------------------------- | --------------------------------------------------- | -------------------------------------------------------- | --------------------------------------------------- | ------------------------------------------------------------- |
| 1. Iraq 2. Ả Rập Xê Út 3. Hàn Quốc | 1. Nhật Bản 2. Úc 3. Iran 4. Uzbekistan 5. Việt Nam | 1. Trung Quốc 2. Thái Lan 3. Indonesia 4. UAE 5. Bahrain | 1. Oman 2. Malaysia 3. Jordan 4. Syria 5. Hồng Kông | 1. Yemen 2. Kuwait 3. Singapore 4. Ấn Độ 5. Liban 6. Maldives |

## Bóng thi đấu chính thức
Bóng thi đấu chính thức của vòng được chọn là bóng Nike Total 90 Tracer vì Nike đang là nhà tài trợ chính thức của AFC.

## Trọng tài
Dưới đây là danh sách chính thức của 12 trọng tài chính cùng 24 trợ lý được chọn để làm nhiệm vụ tại vòng chung kết:
| Thứ tự | Trọng tài              | Trợ lý                 | Trợ lý                  |
| ------ | ---------------------- | ---------------------- | ----------------------- |
| 1      | Ben Williams           | Benjamin Wilson        | Hakan Anaz              |
| 2      | Nishimura Yuichi       | Sagara Toru            | Nagi Toshiyuki          |
| 3      | Kim Dong-jin           | Jeong Hae-sang         | Jang Jun-mo             |
| 4      | Subkhiddin Mohd Salleh | Mục Vũ Hân             | Mohd Sabri Bin Mat Daud |
| 5      | Abdullah Al Hilali     | Bakhadyr Kochkarov     | Hamed Al Mayahi         |
| 6      | Abdulrahman Mohammed   | Mohammad Dharman       | Hassan Al Thawadi       |
| 7      | Khalil Al Ghamdi       | Hassan Kamranifar      | Reza Sokhandan          |
| 8      | Abdul Malik            | Jeffrey Goh            | Haja Maidin             |
| 9      | Nawaf Shukralla        | Khaled Al Allan        | Mohammed Jawdat Nehlawi |
| 10     | Ali Al Badwawi         | Saleh Al Marzouqi      | Yaser Marad             |
| 11     | Ravshan Irmatov        | Abdukhamidullo Rasulov | Rafael Ilyasov          |
| 12     | Mohamed Benouza        | Mohamed Meknous        | Abdelhak Etchiali       |

## Bốc thăm chia bảng
Buổi lễ bốc thăm chia bảng được tổ chức vào ngày 22 tháng 4. Qatar là đội chủ nhà, tự động được xếp vào Bảng A.
| Nhóm 1 (Hạt giống)                    | Nhóm 2                            | Nhóm 3                              | Nhóm 4                                     |
| ------------------------------------- | --------------------------------- | ----------------------------------- | ------------------------------------------ |
| Qatar · Iraq · Ả Rập Xê Út · Hàn Quốc | Nhật Bản · Úc · Iran · Uzbekistan | Trung Quốc · UAE · Bahrain · Jordan | Syria · Kuwait · Ấn Độ · CHDCND Triều Tiên |

## Danh sách cầu thủ
Tất cả các đội phải chốt danh sách đến ngày 28 tháng 12 năm 2010.

## Vòng chung kết

### Vòng bảng
| Màu sắc được sử dụng trong bảng | Màu sắc được sử dụng trong bảng          |
| ------------------------------- | ---------------------------------------- |
|                                 | Các đội được giành quyền vào vòng tứ kết |

Giờ thi đấu tính theo giờ địa phương (UTC +3)

#### Bảng A
| Đội        | Tr | T | H | B | BT | BB | HS | Đ |
| ---------- | -- | - | - | - | -- | -- | -- | - |
| Uzbekistan | 3  | 2 | 1 | 0 | 6  | 3  | +3 | 7 |
| Qatar      | 3  | 2 | 0 | 1 | 5  | 2  | +3 | 6 |
| Trung Quốc | 3  | 1 | 1 | 1 | 4  | 4  | 0  | 4 |
| Kuwait     | 3  | 0 | 0 | 3 | 1  | 7  | −6 | 0 |

| 7 tháng 1 năm 2011  |     |            |
| Qatar               | 0–2 | Uzbekistan |
| 8 tháng 1 năm 2011  |     |            |
| Kuwait              | 0–2 | Trung Quốc |
| 12 tháng 1 năm 2011 |     |            |
| Uzbekistan          | 2–1 | Kuwait     |
| Trung Quốc          | 0–2 | Qatar      |
| 16 tháng 1 năm 2011 |     |            |
| Qatar               | 3–0 | Kuwait     |
| Trung Quốc          | 2–2 | Uzbekistan |

#### Bảng B
| Đội         | Tr | T | H | B | BT | BB | HS | Đ |
| ----------- | -- | - | - | - | -- | -- | -- | - |
| Nhật Bản    | 3  | 2 | 1 | 0 | 8  | 2  | +6 | 7 |
| Jordan      | 3  | 2 | 1 | 0 | 4  | 2  | +2 | 7 |
| Syria       | 3  | 1 | 0 | 2 | 4  | 5  | −1 | 3 |
| Ả Rập Xê Út | 3  | 0 | 0 | 3 | 1  | 8  | −7 | 0 |

| 9 tháng 1 năm 2011  |     |             |
| Nhật Bản            | 1–1 | Jordan      |
| Ả Rập Xê Út         | 1–2 | Syria       |
| 13 tháng 1 năm 2011 |     |             |
| Jordan              | 1–0 | Ả Rập Xê Út |
| Syria               | 1–2 | Nhật Bản    |
| 17 tháng 1 năm 2011 |     |             |
| Ả Rập Xê Út         | 0–5 | Nhật Bản    |
| Jordan              | 2–1 | Syria       |

#### Bảng C
| Đội      | Tr | T | H | B | BT | BB | HS  | Đ |
| -------- | -- | - | - | - | -- | -- | --- | - |
| Úc       | 3  | 2 | 1 | 0 | 6  | 1  | +5  | 7 |
| Hàn Quốc | 3  | 2 | 1 | 0 | 7  | 3  | +4  | 7 |
| Bahrain  | 3  | 1 | 0 | 2 | 6  | 5  | +1  | 3 |
| Ấn Độ    | 3  | 0 | 0 | 3 | 3  | 13 | −10 | 0 |

| 10 tháng 1 năm 2011 |     |          |
| Ấn Độ               | 0–4 | Úc       |
| Hàn Quốc            | 1–0 | Bahrain  |
| 14 tháng 1 năm 2011 |     |          |
| Úc                  | 1–1 | Hàn Quốc |
| Bahrain             | 5–2 | Ấn Độ    |
| 18 tháng 1 năm 2011 |     |          |
| Hàn Quốc            | 4–1 | Ấn Độ    |
| Úc                  | 1–0 | Bahrain  |

#### Bảng D
| Đội               | Tr | T | H | B | BT | BB | HS | Đ |
| ----------------- | -- | - | - | - | -- | -- | -- | - |
| Iran              | 3  | 3 | 0 | 0 | 6  | 1  | +5 | 9 |
| Iraq              | 3  | 2 | 0 | 1 | 3  | 2  | +1 | 6 |
| CHDCND Triều Tiên | 3  | 0 | 1 | 2 | 0  | 2  | −2 | 1 |
| UAE               | 3  | 0 | 1 | 2 | 0  | 4  | −4 | 1 |

| 11 tháng 1 năm 2011 |     |                   |
| CHDCND Triều Tiên   | 0–0 | UAE               |
| Iraq                | 1–2 | Iran              |
| 15 tháng 1 năm 2011 |     |                   |
| Iran                | 1–0 | CHDCND Triều Tiên |
| UAE                 | 0–1 | Iraq              |
| 18 tháng 1 năm 2011 |     |                   |
| Iraq                | 1–0 | CHDCND Triều Tiên |
| UAE                 | 0–3 | Iran              |

## Vòng đấu loại trực tiếp
|  | Tứ kết            | Tứ kết            |                   |       | Bán kết       | Bán kết       |  |  | Chung kết | Chung kết |
|  |                   |                   |                   |       |               |               |  |  |           |           |
|  | 21 tháng 1 - Doha |                   |                   |       |               |               |  |  |           |           |
|  |                   |                   |                   |       |               |               |  |  |           |           |
|  | Uzbekistan        | 2                 |                   |       |               |               |  |  |           |           |
|  | Uzbekistan        | 2                 | 25 tháng 1 - Doha |       |               |               |  |  |           |           |
|  | Jordan            | 1                 |                   |       |               |               |  |  |           |           |
|  | Jordan            | 1                 | Uzbekistan        | 0     |               |               |  |  |           |           |
|  | 22 tháng 1 - Doha |                   | Uzbekistan        | 0     |               |               |  |  |           |           |
|  |                   | Úc                | 6                 |       |               |               |  |  |           |           |
|  | Úc (h.p.)         | Úc                | 6                 | 1     |               |               |  |  |           |           |
|  | Úc (h.p.)         |                   | 29 tháng 1 - Doha | 1     |               |               |  |  |           |           |
|  | Iraq              | 0                 |                   |       |               |               |  |  |           |           |
|  | Iraq              | 0                 | Úc                | 0     |               |               |  |  |           |           |
|  | 21 tháng 1 - Doha |                   | Úc                | 0     |               |               |  |  |           |           |
|  |                   | Nhật Bản (h.p.)   | 1                 |       |               |               |  |  |           |           |
|  | Nhật Bản          | Nhật Bản (h.p.)   | 1                 | 3     |               |               |  |  |           |           |
|  | Nhật Bản          | 25 tháng 1 - Doha |                   | 3     |               |               |  |  |           |           |
|  | Qatar             | 2                 |                   |       |               |               |  |  |           |           |
|  | Qatar             | 2                 | Nhật Bản (pen.)   | 2 (3) |               |               |  |  |           |           |
|  | 22 tháng 1 - Doha |                   | Nhật Bản (pen.)   | 2 (3) |               |               |  |  |           |           |
|  |                   | Hàn Quốc          | 2 (0)             |       | Tranh hạng ba | Tranh hạng ba |  |  |           |           |
|  | Iran              | Hàn Quốc          | 2 (0)             | 0     | Tranh hạng ba | Tranh hạng ba |  |  |           |           |
|  | Iran              |                   | 28 tháng 1 - Doha | 0     |               |               |  |  |           |           |
|  | Hàn Quốc (h.p.)   | 1                 |                   |       |               |               |  |  |           |           |
|  | Hàn Quốc (h.p.)   | 1                 | Uzbekistan        | 2     |               |               |  |  |           |           |
|  |                   |                   |                   |       |               |               |  |  |           |           |
|  | Hàn Quốc          | 3                 |                   |       |               |               |  |  |           |           |
|  | Hàn Quốc          | 3                 |                   |       |               |               |  |  |           |           |

#### Tứ kết
| Nhật Bản                    | 3–2      | Qatar                       |
| --------------------------- | -------- | --------------------------- |
| Kagawa 29', 71' · Inoha 89' | Chi tiết | Soria 13' · Fábio César 63' |

| Uzbekistan       | 2–1      | Jordan             |
| ---------------- | -------- | ------------------ |
| Bakayev 47', 49' | Chi tiết | B. Bani Yaseen 58' |

| Úc          | 1–0 (s.h.p.) | Iraq |
| ----------- | ------------ | ---- |
| Kewell 118' | Chi tiết     |      |

| Iran | 0–1 (s.h.p.) | Hàn Quốc            |
| ---- | ------------ | ------------------- |
|      | Chi tiết     | Yoon Bit-Garam 105' |

### Bán kết
| Nhật Bản                           | 2–2 (s.h.p.) | Hàn Quốc                                       |
| ---------------------------------- | ------------ | ---------------------------------------------- |
| Maeda 36' · Hosogai 97'            | Chi tiết     | Ki Sung-Yueng 23' (ph.đ.) · Hwang Jae-Won 120' |
| Loạt sút luân lưu                  |              |                                                |
| Honda · Okazaki · Nagatomo · Konno | 3–0          | Koo Ja-Cheol · Lee Yong-Rae · Hong Jeong-Ho    |

| Uzbekistan | 0–6      | Úc                                                                             |
| ---------- | -------- | ------------------------------------------------------------------------------ |
|            | Chi tiết | Kewell 5' · Ognenovski 35' · Carney 65' · Emerton 73' · Valeri 82' · Kruse 83' |

### Tranh hạng ba
| Uzbekistan                | 2–3      | Hàn Quốc                                |
| ------------------------- | -------- | --------------------------------------- |
| Geynrikh 45' (ph.đ.), 53' | Chi tiết | Koo Ja-Cheol 18' · Ji Dong-Won 28', 39' |

#### Chung kết
Trận chung kết đã kết thúc với tỷ số 0–1 nghiêng về Nhật Bản do công của Tadanari Lee ở phút thứ 109 của hiệp phụ. Nhật Bản đã lần thứ 4 giành được chức vô địch, còn Úc lần đầu tiên vào chung kết và đoạt ngôi á quân.
| Úc | 0–1 (s.h.p.) | Nhật Bản |
| -- | ------------ | -------- |
|    | Chi tiết     | Lee 109' |

### Vô địch
| Vô địch Asian Cup 2011 Nhật Bản Lần thứ tư |

## Giải thưởng
| Vua phá lưới | Cầu thủ xuất sắc nhất | Giải Fair Play |
| ------------ | --------------------- | -------------- |
| Koo Ja-Cheol | Honda Keisuke         | Hàn Quốc       |

## Danh sách cầu thủ ghi bàn
5 bàn:
- Koo Ja-Cheol

4 bàn:
| - Ismaeel Abdullatif | - Ji Dong-Won |  |

3 bàn:
| - Harry Kewell - Maeda Ryoichi | - Okazaki Shinji | - Alexander Geynrikh |

2 bàn:
| - Mile Jedinak - Tim Cahill - Faouzi Mubarak Aaish - Sunil Chhetri | - Kagawa Shinji - Yusef Ahmed - Fábio César Montezine - Abdelrazaq Al Hussain | - Odil Ahmedov - Ulugbek Bakayev - Server Djeparov |

1 bàn:
| - David Carney - Brett Emerton - Brett Holman - Robbie Kruse - Saša Ognenovski - Carl Valeri - Hao Tuẫn Mẫn - Đặng Trác Tường - Trương Lâm Ngải - Vu Hải - Gouramangi Singh - Arash Afshin - Karim Ansarifard - Iman Mobali | - Mohammad Nouri - Gholamreza Rezaei - Karrar Jassim - Younis Mahmoud - Hasebe Makoto - Honda Keisuke - Hosogai Hajime - Inoha Masahiko - Tadanari Lee - Yoshida Maya - Hassan Abdel Fattah - Baha'a Abdul-Rahman - Odai Al-Saify - Bashar Bani Yaseen | - Bader Al-Mutwa - Mohamed El Sayed - Bilal Mohammed - Sebastián Soria - Taisir Al-Jassim - Hwang Jae-Won - Ki Sung-Yueng - Son Heung-Min - Yoon Bit-Garam - Firas Al-Khatib - Mohamed Al Zeno - Maksim Shatskikh |

Phản lưới nhà:
| - Ali Diab (trận gặp Jordan) - Walid Abbas (2 bàn - trận gặp Iraq và Iran) |